# Avenue des Meuniers
L'avenue des Meuniers (en néerlandais: Mulderslaan) est une rue bruxelloise de la commune d'Auderghem qui relie la chaussée de Watermael à la station de métro Beaulieu où se trouve The Japanese School of Brussels sur une longueur de 480 mètres.

## Historique et description
Il s'agit d'un petit tronçon d’un chemin séculaire reliant le Hof ter Coigne et le prieuré de Valduchesse à travers champs, apparaissant sur la carte de Van Werden (1659) ainsi que sur la carte de Ferraris (1771). Les agriculteurs d’Hof ter Coigne empruntaient ce chemin pour se rendre au prieuré de Valduchesse, propriétaire du moulin à eau où était moulu le grain de la région.
C'est ainsi qu'une partie de ce long chemin a été nommée chemin des Meuniers dans l’Atlas des Communications Vicinales (1843). Ce chemin commençait à l’actuelle rue des Brebis et se terminait 2 km plus loin au Kalkoven, à l’actuelle chaussée de Wavre, englobant les actuelles chaussée de Watermael, rue Roodenberg et des parties des avenue des Meuniers et avenue Charles Michiels.
Le vieux chemin des Meuniers fut scindé une première fois par la ligne de chemin de fer Bruxelles-Namur (1854), une seconde fois par la ligne Bruxelles-Tervuren (1881) et enfin par la création du boulevard des Invalides (1924).
Pour éviter les doublons de noms de rues dans la région bruxelloise, Watermael-Boitsfort débaptisa sa partie de la rue en 1910; Auderghem allait suivre cet exemple le 1er janvier 1917 pour en faire la rue Roodenberg.
Lorsque la S.A. Grands Immeubles construisit de nouvelles maisons le long de ce chemin, le collège rebaptisa la voie à nouveau avenue des Meuniers, le 30 mai 1930. Cette nouvelle avenue fut redressée, ne virant plus vers la rue Roodenberg.
Abords
Depuis mai 1979, la rue se termine sur la Japanese School of Brussels, école subsidiée par le Gouvernement japonais et par l’Association japonaise de Belgique. Auderghem comptait à la fin du XXe siècle quelque 500 habitants japonais.
- Premier permis de bâtir délivré le 23 décembre 1927 pour le no 40.